# Franz Horn
Franz Horn (Essen, 26 agosto 1904 – 29 settembre 1963) è stato un calciatore tedesco, di ruolo attaccante.